# 反射面
反射面（はんしゃめん、Reflection surface）とは、幾何光学において光線が屈折率の異なる物質に入射するときの境界面のことである。

## 定義
幾何光学においてもっとも重要な反射は屈折率の異なる物質の境界面において光が方向を変えることである。このときの物質の境界面を反射面と呼ぶ。入射面とは垂直の関係にある。しかし、幾何光学における反射面は数学的に厳密な面のことであり、実際にこのような面は存在しない。よって、反射面の概念は原子が光学系のサイズに比べて極端に小さい場合に有効となる。
反射面という言葉から反射光が通る面と勘違いする場合があるが、反射光が通る面は入射面である。また、英語では反射面の面を plane ではなく surface と書くことが多い。これは、反射が境界面の片側で起きているという考え方による。

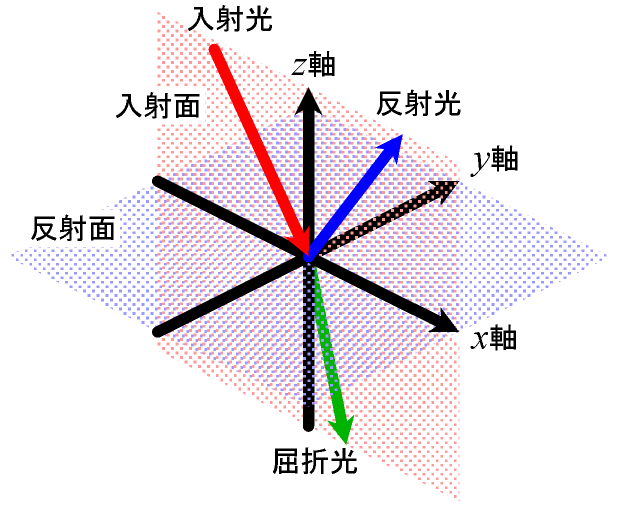
入射光と反射光